# Altán Redes

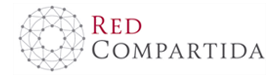
Logotipo de Red Compartida

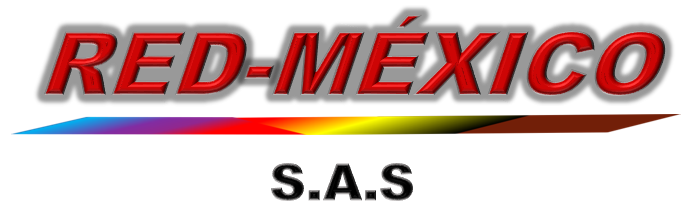
Logotipo de Red-México

ALTÁN Redes, S.A.P.I. de C.V. es una empresa mexicana de telecomunicaciones responsable del diseño, instalación, despliegue, operación, mantenimiento y actualización de la Red de Todos (la Red Compartida), una red mayorista de acceso universal que ofrece servicios móviles en todo el país. Fue creada en el marco de la Reforma Constitucional en materia de Telecomunicaciones de 2013 (Reforma de Telecomunicaciones) y opera bajo un modelo de Asociación Público-Privada (APP) con la participación del Estado mexicano. 

## Historia
La compañía fue formalmente constituida el 5 de diciembre de 2016, tras resultar ganadora del concurso internacional convocado por la Secretaría de Comunicaciones y Transportes (SCT), en coordinación con el entonces Organismo Promotor de Inversiones en Telecomunicaciones (OPTRITEL), como parte de la estrategia derivada de la Reforma Constitucional en materia de Telecomunicaciones de 2013. ALTÁN Redes obtuvo la concesión para construir y operar la Red Compartida, utilizando la banda de 700 MHz y una red nacional de fibra óptica de la Comisión Federal de Electricidad (CFE).
La Red Compartida inició operaciones el 21 de marzo de 2018, con una cobertura inicial del 30% de la población mexicana. Su lanzamiento marcó un precedente internacional, al ser la primera red mayorista de acceso abierto desplegada desde cero con cobertura nacional.

## Modelo de negocio
ALTÁN Redes opera como mayorista, es decir, no comercializa directamente servicios al usuario final, sino que provee infraestructura y conectividad a Operadores Móviles Virtuales (OMVs), empresas e instituciones públicas y privadas. Su enfoque es fomentar la competencia en el sector, expandir la cobertura y reducir la brecha digital.
Entre sus clientes se encuentran más de 140 OMVs activos y corporativos que utilizan la Red de Todos para ofrecer servicios de voz, SMS y datos móviles.

## Principales características de La Red de Todos
La Red de Todos constituye un proyecto estratégico para el desarrollo de las telecomunicaciones en México. Nació a partir de la Reforma Constitucional en materia de Telecomunicaciones de 2013 y se distingue por las siguientes características principales:
- Aprovechamiento de infraestructura estratégica: utiliza al menos 90 MHz del espectro liberado por la transición a la Televisión Digital Terrestre (banda de 700 MHz), así como recursos de la red troncal de fibra óptica de la Comisión Federal de Electricidad y cualquier otro activo del Estado que pueda emplearse para la instalación y operación de la Red Compartida.
- Esquema de inversión mixta: permite la participación de capital público y/o privado.
- Neutralidad operativa: ningún prestador de servicios de telecomunicaciones puede influir en su operación.
- Obligaciones de cobertura, calidad y no discriminación:
- Cobertura de al menos el 92.2 % de la población nacional, de acuerdo con el Censo de Población y Vivienda 2010, en cinco hitos progresivos: 30%, 50%, 70%, 85% y 92.2%.
- Cobertura social que garantiza conectividad al 7.2 % de la población.
- Calidad mínima garantizada en toda su área de cobertura, con velocidades de al menos 4 Mbps de bajada y 1 Mbps de subida en el margen de cada celda, independientemente del nivel económico de la población.

- Compartición total de infraestructura: opera bajo principios de compartición de toda su infraestructura y de venta desagregada de todos sus servicios y capacidades.
- Operación exclusiva para operadores y comercializadores: presta servicios únicamente a empresas comercializadoras y operadoras de redes de telecomunicaciones, bajo condiciones de no discriminación y precios competitivos, sin brindar servicios directos al usuario final.
- Política tarifaria pro-competencia: fomenta la competencia y asegura la reinversión de utilidades para actualización tecnológica, expansión de capacidad y cobertura universal.

## Estructura accionaria y situación financiera
En 2022, ALTÁN Redes inició un proceso de reestructura financiera mediante el mecanismo de concurso mercantil, con el propósito de garantizar su viabilidad operativa y financiera. En el marco de este proceso, el Gobierno de México, por conducto de CFE Telecomunicaciones e Internet para Todos (CFE-TEIT), adquirió una participación mayoritaria en la empresa, convirtiéndose en su principal accionista.
Esta operación permitió dar continuidad al despliegue de la Red Compartida, considerada un proyecto estratégico nacional. Desde entonces, ALTÁN Redes opera bajo un modelo de gobernanza con participación estatal, manteniendo, no obstante, su régimen jurídico como operador mayorista independiente.

## Reconocimientos y alianzas
ALTÁN ha sido reconocida por organismos nacionales e internacionales por su modelo de operación y su contribución a la conectividad social en México. Participa activamente en foros de la industria, como el Mobile World Congress y CONECTA México, y colabora con diversas entidades gubernamentales y sociales para el desarrollo de soluciones digitales inclusivas.